# 喜蜜
喜蜜，是有精美包装的小罐装蜂蜜，用于婚宴中或婚礼回礼，扮演喜糖的角色（亦可代替喜糖），寓意生活甜蜜幸福。

## 由来
蜂蜜的英文名称「Honey」其另一种意思为「甜心、宝贝儿」，不仅是恋人们亲密爱意的表达，更是象征着幸福甜蜜。西方神话中，为了让爱情更加浓郁，丘比特在射出爱之剑前都要先在箭上涂上蜂蜜。因此，拥有完美寓意的喜蜜作为婚礼用品首先在欧美国家流行起来。

## 特点
「喜蜜」，不仅融合了中西方文化的多重美好寓意，而且原料天然、健康，有传统糖果、巧克力无法比拟的营养价值。甜甜的蜂蜜散发着大自然的芬芳，让来宾享受甜蜜口感的同时，感受到新人婚礼的浓浓情意，令新人的婚礼变得与众不同，创意非凡。